# Торенијери (Сијена)
Торенијери је насеље у Италији у округу Сијена, региону Тоскана.
Према процени из 2011. у насељу је живело 1342 становника. Насеље се налази на надморској висини од 256 м.